# Euproctis kalisi
Euproctis kalisi är en fjärilsart som beskrevs av Collenette 1947. Euproctis kalisi ingår i släktet Euproctis och familjen tofsspinnare. Inga underarter finns listade i Catalogue of Life.